# Гойо, Дакота
Дакота Эвери Гойо (англ. Dakota Avery Goyo; род. 22 августа 1999, Торонто) — канадский актёр.

## Биография
Дакота Эвери Гойо родился 22 августа 1999 года в городе Торонто, провинция Онтарио, Канада. Родители — фотомодель Лойз Гойо и менеджер Дэвид Гойо. Есть два старших брата — Даллас и Девон.
Дакота снимается в рекламе с самого рождения. Дебютировал на телевидении в 2005 году. Стал известен благодаря ролям Тедди Кирнана в фильме «Воскрешая чемпиона» (2007), юного Тора в фильме «Тор» (2011), Макса Кентона в фильме «Живая сталь» (2011).

## Фильмография
| Год  |    | Русское название             | Оригинальное название          | Роль                 |
| ---- | -- | ---------------------------- | ------------------------------ | -------------------- |
| 2005 | с  | Джоджин Цирк                 | JoJo's Circus                  | маленький Блю        |
| 2006 | тф | Ультра                       | Ultra                          | Бретт                |
| 2007 | ф  | Воскрешая чемпиона           | Resurrecting the Champ         | Тедди Кирнан         |
| 2007 | ф  | Эмоциональная арифметика     | Emotional Arithmetic           | Тимми Винтерс        |
| 2008 | с  | Супер Том и Грамотеи         | Super Why!                     | маленький мальчик    |
| 2009 | тф | Решай Чарли                  | Solving Charlie                | Чарли Хадсон II      |
| 2009 | с  | Читающий мысли               | The Listener                   | Никки                |
| 2009 | с  | Расследование Мёрдока        | Murdoch Mysteries              | Элвин Джонс          |
| 2009 | ф  | ЗащитнеГ                     | Defendor                       | Джек Картер в 9 лет  |
| 2009 | тф | Секрет соседа                | My Neighbor's Secret           | Остин Хист           |
| 2010 | с  | Счастливый город             | Happy Town                     | молодой Томми Конрой |
| 2010 | с  | Артур                        | Arthur                         | Тимми Тиббл          |
| 2011 | ф  | Тор                          | Thor                           | юный Тор             |
| 2011 | ф  | Живая сталь                  | Real Steel                     | Макс Кентон          |
| 2011 | с  | Р. Л. Стайн: Время призраков | R.L. Stine's The Haunting Hour | Джош                 |
| 2012 | ф  | Хранители снов               | Rise of the Guardians          | Джейми Беннет        |
| 2013 | ф  | Мрачные небеса               | Dark Skies                     | Джесси               |
| 2014 | ф  | Ной                          | Noah                           | юный Ной             |
| 2014 | ф  | Полуночное солнце            | Midnight Sun                   | Люк                  |

## Награды и номинации
| Год  | Награда               | Категория                                               | Работа                       | Результат |
| ---- | --------------------- | ------------------------------------------------------- | ---------------------------- | --------- |
| 2008 | «Молодой актёр»       | Лучший молодой актёр в возрасте младше 10 лет           | Воскрешая чемпиона           | Номинация |
| 2012 | «Молодой актёр»       | Лучший молодой актёр                                    | Живая сталь                  | Победа    |
| 2012 | «Молодой актёр»       | Лучший молодой актёр в телесериале в возрасте 11-13 лет | Р. Л. Стайн: Время призраков | Номинация |
| 2012 | «Сатурн»              | Лучший молодой актёр                                    | Живая сталь                  | Номинация |
| 2012 | Дневная премия «Эмми» | Лучший приглашенный актёр детского сериала              | Р. Л. Стайн: Время призраков | Номинация |